# Lijst van bisschoppen van Pitigliano-Sovana-Orbetello
Hieronder volgt een lijst van bisschoppen van Pitigliano-Sovana-Orbetello. Het bisdom Sovana werd in de 7e eeuw opgericht. In 1844 werd de naam van het bisdom gewijzigd naar Sovana-Pitigliano. Het bisdom Sovana-Pitigliano werd op 25 maart 1981 hernoemd naar Sovana-Pitigliano-Orbetello, waarna het op 30 september 1986 werd hernoemd naar het huidige Pitigliano-Sovana-Orbetello.

## Bisschop van Sovana (7e eeuw-1844)
- 8 oktober 1492 - 1510: Adello Piccolomini
- 1 oktober 1510 - 27 juli 1513: Alfonso Petrucci
- 6 februari 1520 - 11 december 1522: Raffaello Petrucci
- 5 juli 1529 - 17 april 1532: Ercole Gonzaga
- 15 januari 1596 - 12 juni 1606: Metello Bichi
- 12 juni 1606 - 1623: Octavius Saraceni
- 15 januari 1624 - 2 maart 1637: Scipione Tancredi
- 16 maart 1637 - 1638: Christophe Tolomei
- 20 december 1638 - 23 mei 1644: Enea di Cesare Spennazzi
- 15 mei 1645 - 23 september 1652: Marcello Cervini
- 11 december 1652 - 17 december 1668: Girolamo Borghese
- 17 juni 1669 - 1672: Girolamo Cori
- 12 juni 1673 - 9 september 1673: Pier Maria Bichi
- 9 april 1685 - september 1687: Pietro Valentini
- 14 juni 1688 - 23 januari 1713: Domenico Maria della Ciaja
- 11 december 1713 - 23 mei 1727: Fulvio Salvi
- 8 maart 1728 - 26 maart 1739: Cristoforo Palmieri
- 16 november 1739 - 15 augustus 1744: Antonio Vegni
- 28 november 1746 - 22 mei 1750: Nicolaus Bianchini
- 19 juli 1751 - 27 juli 1758: Segherio Felice Seghieri
- 29 maart 1762 - 1 juni 1772: Tiberio Borghesi
- 14 juni 1773 - 20 mei 1776: Gregorio Alessandri
- 16 september 1776 - 16 augustus 1789: Francesco Pio Santi
- 20 september 1802 - 10 januari 1830: Filippo Ghighi
- 30 september 1831 - 1 november 1831: Giacomo Bellucci
- 2 juli 1832 - 1844: Francesco Maria Barzellotti

## Bisschop van Sovana-Pitigliano (1844-1981)
- 1844 - 15 augustus 1861: Francesco Maria Barzellotti
- 27 oktober 1871 - juli 1885: Antonio Sbrolli
- 11 februari 1889 - 22 juni 1896: Giulio Matteoli
- 30 november 1896 - 6 februari 1916: Michele Cardella
- 8 juli 1916 - 23 mei 1923: Riccardo Carlesi
- 29 april 1924 - 3 maart 1932: Gustavo Matteoni
- 24 juni 1932 - 14 februari 1952: Stanislao Amilcare Battistelli
- 10 mei 1952 - 13 juli 1963: Pacifico Giulio Vanni
- 14 augustus 1963 - 14 augustus 1964: Luigi Pirelli
- 7 oktober 1975 - 25 maart 1981: Giovanni D’Ascenzi

## Bisschop van Sovana-Pitigliano-Orbetello (1981-1986)
- 25 maart 1981 - 11 april 1983: Giovanni D’Ascenzi
- 3 december 1983 - 30 september 1986: Eugenio Binini

## Bisschop van Pitigliano-Sovana-Orbetello (1986-heden)
- 30 september 1986 - 20 juli 1991: Eugenio Binini
- 7 december 1991 - 13 juli 1996: Giacomo Babini
- 13 juli 1996 - 13 februari 2010: Mario Meini
- 25 juni 2010 - 10 januari 2015: Guglielmo Borghetti
- 1 oktober 2015 - heden: Giovanni Roncari